# Chlupáč dlouhosrstý
Chlupáč dlouhosrstý (Lophiomys imhausi) je druh křečkovitého (původně myšovitého) hlodavce z monotypického rodu chlupáč (Lophiomys). Druh popsal Henri Milne-Edwards roku 1867. Vyskytuje se ve východní Africe.

## Výskyt a stanoviště
Chlupáč dlouhosrstý fragmentovaně obývá území východní Afriky, lze jej spatřit v Súdánu, Eritreji, Somálsku, Džibutsku, Etiopii, Keni, Ugandě a Tanzanii. Údajný výskyt v Saúdské Arábii nebyl věrohodně potvrzen. Chlupáč se vyskytuje v široké škále stanovišť, od různých typů lesů, přes polopouště až po suché a vlhké savany a skalnaté regiony. Maximální nadmořská výška, ve které lze druh spatřit, činí 3 300 metrů (záznamy z Etiopie).

## Popis

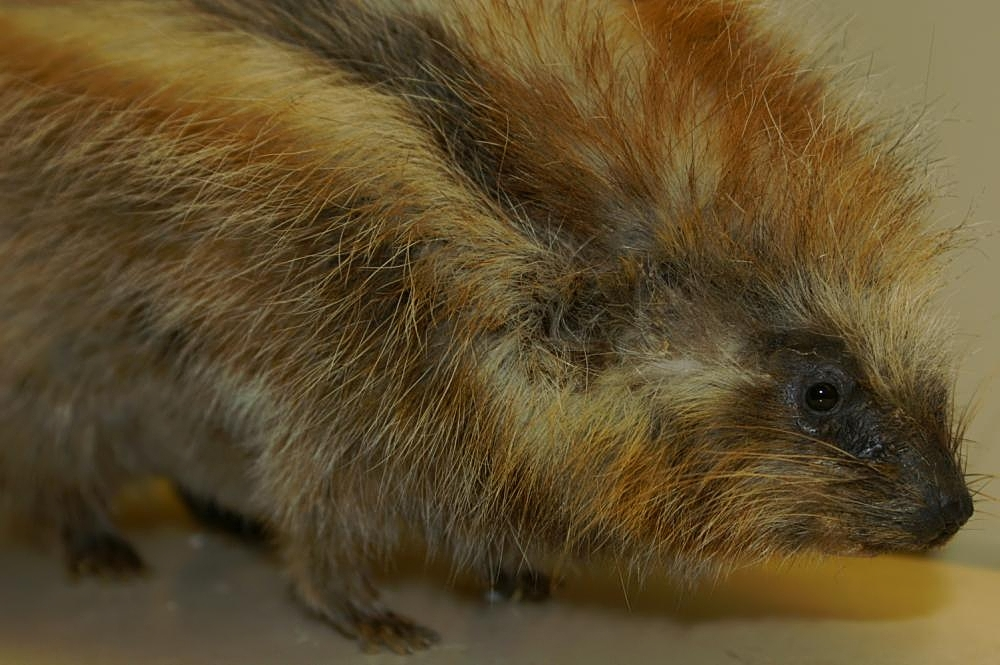
Chlupáč dlouhosrstý, muzejní exemplář (datail)

Chlupáč dlouhosrstý dosahuje délky těla 225 až 360 mm, přičemž ocas měří 140 až 175 mm. U tohoto druhu se objevuje pohlavní dimorfismus, protože samice bývají o něco větší ve srovnání se samci. Stavbou těla jde o mohutného hlodavce s menšíma, zaoblenýma ušima, středně dlouhým ocasem, krátkými končetinami a hustou srstí na těle i ocasu. Mezi savci se vyznačuje jedinečně stavěnou, silně zpevněnou lebkou. Ze svrchní strany ji vyztužuje množství malých kruhových kostěných výběžků, temenní kosti navíc srůstají s jařmovým obloukem, což poskytuje zvýšenou ochranu mozkovně. Celkový zubní vzorec činí I 1/1, C 0/0, P 0/0, M 3/3 = 16 zubů. První prst na předních tlapách nemá vyvinutý dráp, u ostatních prstů předních i zadních končetin se drápy objevují.
Barva srsti osciluje od světle šedé po tmavě černou nebo tmavě hnědou, s bílými pruhy a skvrnami. Dlouhé chlupy na hřbetě tvoří hustou, bíle lemovanou hřívu. Ta se táhne od temene hlavy až ke kořeni ocasu a chlupáč ji může v případě rozrušení vztyčit jako výstražný signál.

## Chování
O chování chlupáče dlouhosrstého není známo velké množství informací. Jde o noční, pomalu se pohybující zvíře, které se prodírá podrostem, dokáže však šplhat také po stromech. Přes den odpočívá v dutých stromových kmenech a jiných vhodných úkrytech. Chlupáči se živí býložravě. Potravu konzumují vsedě a přidržují si ji předními tlapami. Samice rodí 1 až 3 mláďata, jež jsou již po narození mírně orstěná. Asi za necelé dva týdny se jim otevřou oči a okolo 40. dne je samice odstaví od mateřského mléka. Terénní studie publikovaná v roce 2020, jež probíhala v centrální Keni, naznačuje, že chlupáč dlouhosrstý žije v monogamních párech (s případnými mláďaty, která mohou vykazovat opožděný rozptyl). Není to však zcela jednoznačné, nabízí se rovněž možnost, že chlupáči vytvářejí spíše širší rodinné skupinky, anebo že spolu pár zůstává pouze v období rozmnožování.

## Toxicita
Ve východní Africe panovalo dlouhodobé přesvědčení, že je chlupáč dlouhosrstý jedovatý; z Afriky pocházely záznamy o domácích psech, kteří chlupáče napadli a následně uhynuli, aniž by utržili jakékoli viditelné poranění. Chlupáč nerozvíjí žádné jedové žlázy a v zajetí je zcela neškodným druhem; teprve studie z roku 2011 odhalila, že divoce žijící chlupáči představují příklad tzv. získané neboli sekundární toxicity. Kýžený jed získávají z kůry toješťovité rostliny druhu Acokanthera schimperi, kterou nažvýkají a toxické sliny si následně vtírají do srsti na bocích (není zcela jasné, proč je chlupáč vůči jedu sám imunní). Snadnou absorpci slin zajišťuje porézní struktura srsti. Aktivní látkou je kardenolidový glykosid ouabain, inhibující Na+/K+ ATPázu buněčných membrán. Stejný toxin, resp. stejný strom je využíván místními obyvateli k výrobě tradičního šípového jedu, jenž má prý schopnost zabíjet i slony.

## Ohrožení
Mezinárodní svaz ochrany přírody hodnotí druh jako málo dotčený. Jde však o vzácné zvíře, a skutečný stav populací je proto nejistý.